# Івановичі (Брянська область)
Івановичі (рос. Ивановичи) — присілок в Дятьковському районі Брянської області Російської Федерації.
Населення становить 0 осіб. Входить до складу муніципального утворення Ивотське міське поселення.

## Історія
Від 2005 року входить до складу муніципального утворення Ивотське міське поселення.

## Населення
| 2010 | 2013 |
| ---- | ---- |
| 3    | ↘0   |